# 末路車神
是一部2012年美國犯罪電影，由德瑞克·奇安佛蘭斯執導，奇安佛蘭斯與班·科奇奧和Darius Marder編劇。主演是賴恩·高斯寧、畢列·谷巴、伊娃·曼德絲、艾莫里·高肯和丹·德翰，配角是賓·曼迪臣、蘿絲·拜恩、馬赫夏拉·阿里、布魯斯·格林伍德、Harris Yulin和雷·李歐塔。本片再度聯合德瑞克·奇安佛蘭斯和賴恩·高斯寧，他們曾在2010年電影《有人喜歡藍》中合作過。本片的英文名是指紐約州斯克内克塔迪的城市，大約源自莫霍克語中的「place beyond the pine plains」。

## 劇情
盧克（瑞恩·高斯林飾）是一個習慣於獨來獨往的機車賽手，他的過去相當的神秘莫測且難以捉摸，由於他被驅逐出了帶有環遊世界性質的賽車嘉年華，結果也使得他重新回到了紐約相對貧窮的斯卡奈塔第，想盡一切辦法想要和他曾經的情人羅米娜（伊娃·門德斯飾）再續前緣，因為他剛剛獲悉，在他們分開一年後，羅米娜生下了他的兒子。為了養家糊口，盧克決定退出賽車生涯，然後通過他嫻熟的摩托車技能，實施了一系列搶劫銀行的犯罪計劃，因為這是他所能想到的惟一可以賺大錢的辦法。
然而，當盧克與非常有野心的警察艾弗里·克羅斯（畢列·谷巴飾）產生了正面的衝突與碰撞之後，他也開始意識到，自己需要為此付出的代價與承擔的危險正在成倍地上漲。作為一名新手警官，擺在艾弗里面前的是大好的前程與仕途，即使他身處的是一個已經被貪污腐敗徹底地侵蝕的警察局，卻並不能阻止他去追尋屬於他自己的未來，可以說是非常的順利，而且一路暢通無阻，結果在他遭遇了盧克的時候，卻全部受到了前所未有的考驗，並圍繞著他們發展出了一個覆蓋範圍非常廣泛且極其跌宕起伏的故事— —跨度超過15年，描述的全部是來自於過去的罪孽與過失，是如何影響並滲透進他們現在的生活的。
兩個在同一所高中唸書的少年，都因為他們不得不去傳承的血統與宿命，而不斷地糾結著、掙扎著，想方設法地要擺脫這種命運的怪圈——對於他們來說，他們所能找到的惟一的庇護所，也許就在“松林之外”的某個地方。

## 演員
- 賴恩·高斯寧 飾 Luke Glanton
- 畢列·谷巴 飾 Avery Cross
- 伊娃·曼德絲 飾 Romina Gutierrez
- 丹·德翰 飾 Jason Glanton
- 艾莫里·高肯 飾  A. J. Cross
- 賓·曼迪臣 飾 Robin Van Der Hook
- 蘿絲·拜恩 飾 Jennifer Cross
- 馬赫夏拉·阿里 飾 Kofi Kancam
- 布魯斯·格林伍德 飾 Bill Killcullen
- 雷·李歐塔 飾 Peter Deluca
- 哈里斯·尤林（英语：Harris Yulin） 飾 Albert Cross
- 羅伯·哥希斯 飾 Chief Weirzbowski
- 歐爾佳·梅瑞迪茲（英语：Olga Merediz） 飾 Malena Gutierrez

## 外部連結
- 互联网电影数据库（IMDb）上《末路車神》的资料（英文）
- Box Office Mojo上《末路車神》的資料（英文）
- 爛番茄上《末路車神》的資料（英文）
- Metacritic上《末路車神》的資料（英文）